# Shilo
Shilo (hebreiska: שילה) var en stad söder om Tirsa i nuvarande Västbanken. Den nämns flera gånger i Bibeln, särskilt i Gamla Testamentet, bland annat som det ställe där uppenbarelsetältet restes (Josua 18:1) för att hålla förbundsarken. Staden fungerade som Kungariket Israels (religiösa) huvudstad fram till att arken flyttades till Salomos tempel i Jerusalem.

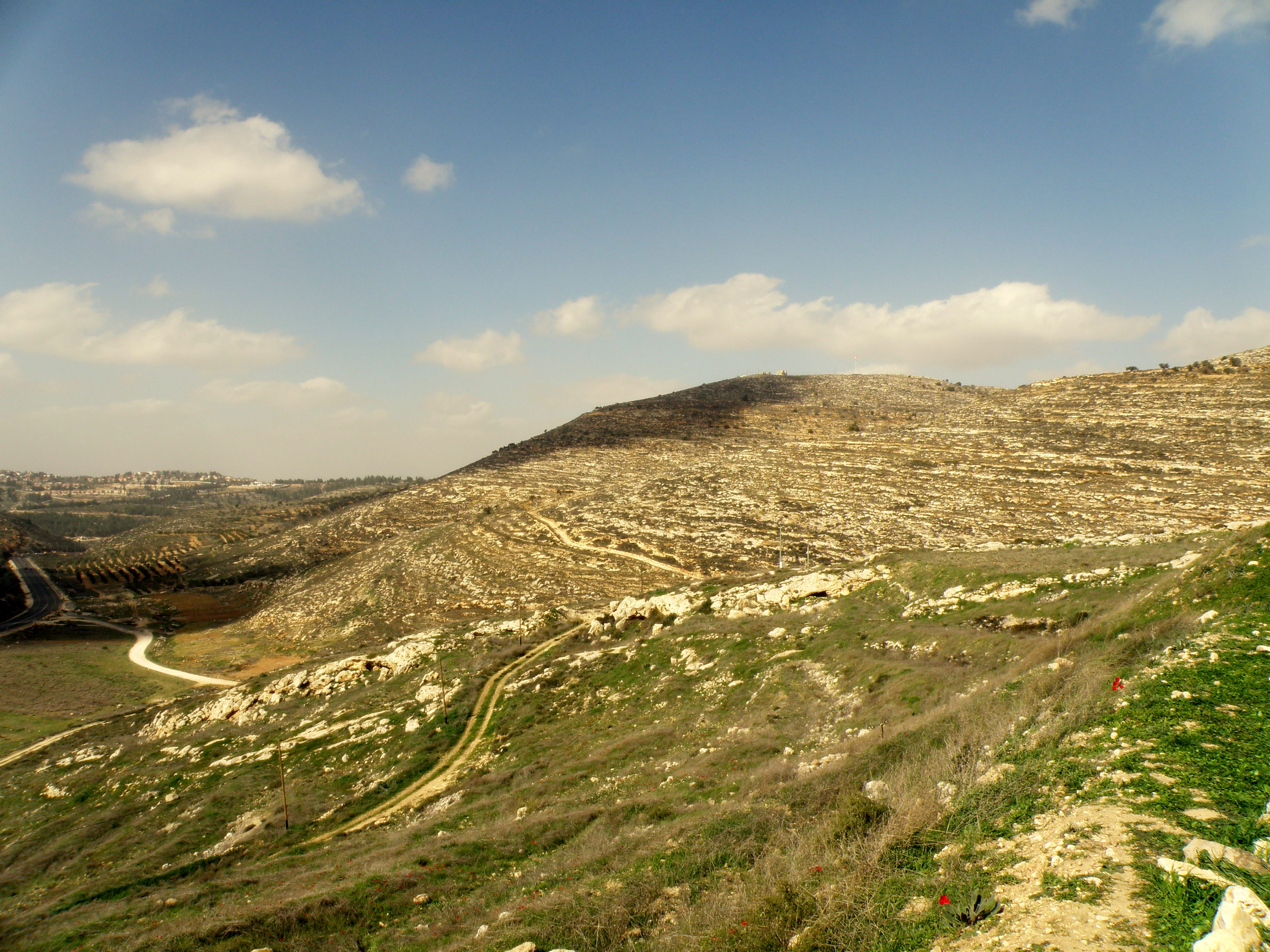
Shilo

Arkeologiska utgrävningar har visat att Shilo var bebodd redan på 1800-talet f.Kr.. Efter att muslimerna tog makten över Palestina år 638 tappade staden sin betydelse, och sedan 700-talet har den mestadels fungerat som ett vallfärdsmål.